# Parti du programme socialiste birman

Drapeau du Parti du programme socialiste birman.

Le Parti du programme socialiste birman (BSPP) est le parti au pouvoir en Birmanie de 1962 à 1988 et le seul parti légal de 1964 à 1988. Le président du parti, Ne Win, renverse le gouvernement démocratiquement élu du pays lors d'un coup d'État le 2 mars 1962. Pendant les 26 années suivantes, le BSPP gouverne la Birmanie sous une dictature militaire totalitaire, jusqu'à ce que des manifestations de masse en 1988 poussent les dirigeants du parti à adopter un système multipartite.

## Fondation et programme
Le BSPP est créé le 4 juillet 1962, après la déclaration de la "Voie birmane vers le socialisme" (BWS) par le Conseil révolutionnaire de l'Union (en) (URC) le 30 avril 1962. La BWS définit l'idéologie politique et économique de l'URC qui a pris le pouvoir lors du coup d'État militaire du 2 mars 1962,.
Le BSPP défend un programme de "voie birmane vers le socialisme" qui, selon Ne Win, incorpore des éléments du bouddhisme, de l'humanisme et du marxisme,. Ce programme est décrit par certains universitaires comme anti-occidental et isolationniste. Une brochure intitulée Caractéristiques spéciales du Parti du programme socialiste birman est publiée en janvier 1963 en birman et en anglais. La brochure distinguait l'idéologie du BSPP de celles des partis sociaux-démocrates "bourgeois" et des partis communistes. Le BSPP, affirme la brochure, rejette la croyance et les pratiques "bourgeoises" des partis sociaux-démocrates selon lesquelles le socialisme peut être atteint par des méthodes parlementaires (avant même l'annonce du BWS, l'URC a déjà aboli, par décret, le parlement établi en vertu de la Constitution birmane de 1947, déclarant en effet que la démocratie parlementaire n'est pas adaptée à la Birmanie). La brochure affirme en outre que, bien qu'il y ait beaucoup à apprendre des doctrines de Marx, Engels et Lénine, elle ne considère pas leur parole comme un "évangile", contrairement aux communistes birmans, que la brochure qualifie de "matérialistes vulgaires".
Plus tard dans la même année, le BSPP développe son idéologie dans un livre publié en birman et en anglais intitulé Le système de corrélation entre l'homme et son environnement, communément appelé simplement "corrélation" (innya myinnya). Le livre utilise à la fois la rhétorique bouddhiste et marxiste pour défendre ce qui va être connu comme la "voie birmane vers le socialisme". Sa phrase la plus mémorable est empruntée à une vieille expression populaire, "On ne peut se permettre d'être moral que l'estomac plein", qui trouve un écho auprès des gens qui essayent de survivre dans des conditions économiques de plus en plus difficiles sous le règne du BSPP. Ces conditions économiques sont une conséquence des politiques mises en œuvre par le Comité de construction de l'économie socialiste (hsa sa ta ka) dirigé par le BSPP, à commencer par la nationalisation de toutes les entreprises.

## État à parti unique
Le 23 mars 1964, l'URC promulgue un décret intitulé "Loi protégeant l'unité nationale" par lequel tous les partis politiques, à l'exception du BSPP, sont dissous et leurs actifs confisqués. Ce décret est abrogé le jour où le Conseil d’État pour la restauration de la loi et de l’ordre (SLORC) prend le pouvoir lors du coup d'État militaire du 18 septembre 1988.
La Constitution de 1974 de la République socialiste de l'Union de Birmanie, aujourd'hui caduque, consacre le rôle prépondérant du BSPP dans la politique birmane. L'article 11 de la Constitution de 1974 stipule que "l'État adoptera un système de parti unique. Le Parti du programme socialiste birman est le seul parti politique et il dirigera l'État". Cette disposition ne fait qu'officialiser ce qui est déjà un fait accompli, un État à parti unique, depuis mars 1964.
Tous les fonctionnaires de tous les secteurs, y compris les médecins, les enseignants, les ingénieurs, les scientifiques, les directeurs des industries et des entreprises nationalisées ainsi que les administrateurs civils sont contraints de suivre un endoctrinement politique de trois mois et une formation militaire de base à l'École centrale de formation des services populaires de Hpaunggyi, hébergée dans une caserne militaire, à partir du début des années 1970. L'expression "conscience socialiste" (birman : ဆိုရှယ်လစ်အသိ, hsoshalit athi) devient un jeu de mots pour désigner un ami ou un lien socialiste que l'on doit avoir pour obtenir quelque chose. Le Service de renseignement militaire (MIS) et son armée d'informateurs remplissent la fonction de police secrète pour débusquer et éteindre toute dissidence politique.

## Du cadre au parti de masse
En 1971, le BSPP est ouvert à l'adhésion de masse en tant que "parti du peuple". Au cours des années 1960, il y a trois types d'adhésion au BSPP. Le premier type ou niveau est celui d'"ami du parti" (birman : ပါတီမိတ်ဆွေ). Le deuxième type ou niveau est celui de "membre alternatif ou provisoire" (birman : အရန်ပါတီဝင် ; prêtant à la moquerie car အရမ်း signifie "imprudent") et le troisième type est celui de membre "à part entière" du parti (birman : တင်းပြည့်ပါတီဝင်). Selon les règles du parti de l'époque, une fois qu'une personne devient "membre à part entière du parti", à moins de raisons extraordinaires telles que la mauvaise santé, elle ne peut pas "démissionner du parti". Un membre à part entière du parti ne peut qu'être renvoyé du parti. Le BSPP continue d'être dominé par les militaires et, en 1972, plus de la moitié de ses 73 369 membres à part entière sont encore des militaires ou des policiers. Le Dr Maung Maung est le seul civil aux échelons supérieurs du parti.

## Congrès
Avant de passer du statut de parti cadre à celui de parti de masse, le BSPP tient quatre séminaires, le dernier du 6 au 11 novembre 1969.
Le premier congrès de la BSPP se tient du 28 juin 1971 au 11 juillet 1971, le deuxième en octobre 1973, le troisième en février 1977, le quatrième en août 1981 et le cinquième en octobre 1985
Des congrès extraordinaires de la BSPP ont lieu en avril 1973, octobre 1976, novembre 1977, juillet 1988 et septembre 1988.
À chaque congrès ordinaire du BSPP, de juin 1971 à octobre 1985, Ne Win est élu et réélu président du BSPP. Chaque congrès élit également un Comité central de 150 à 200 membres et, lors des congrès suivants, un Comité exécutif central (à peu près équivalent à celui du Politburo dans les États communistes à parti unique, bien que le terme "Politburo" ne soit jamais utilisé) composé d'environ 10 à 15 membres.

## Aile étudiante
En 1962, l'URC fusionne l'Union des scouts birmans (en) et l'Union des associations de guides birmans (en) pour créer l'Union des scouts et des guides birmans (UBBSGG), une organisation mixte. L'URC dissout l'UBBSGG le 1er mars 1964 et cède ses actifs au ministère de l'Éducation, qui créé ensuite l'Organisation de la jeunesse du programme (en) (birman : လမ်းစဉ်လူငယ်အဖွဲ့ ; Lansin Lu-nge Aphwe ; abrégé en PYO) pour remplacer l'UBBSGG.
Tous les étudiants, du niveau primaire au niveau universitaire, doivent rejoindre le PYO. L'organisation compte trois branches : La Jeunesse Glorieuse (birman : တေဇလူငယ် ; Teiza Lu-nge) pour les élèves du primaire (5 à 9 ans), la Jeunesse Pionnière (birman : ရှေ့ဆောင်လူငယ် ; Sheihsaung Lu-nge) pour les collégiens et lycéens (10 à 15 ans), et le Programme Jeunesse (birman : လမ်းစဉ်လူငယ် ; Lansin Lu-nge) pour les étudiants et jeunes des collèges ou universités (16 à 25 ans). À partir de 18 ans, les membres du Programme Jeunesse peuvent demander à devenir membres provisoires de la BSPP. À partir de 21 ans, un membre provisoire peut demander à devenir membre à part entière du BSPP.

### Inspirations
Bien que le BSPP soit anticommuniste et neutre dans la politique de la guerre froide, les ailes étudiantes du BSPP sont basées sur le modèle des Ligues de jeunes communistes des pays du bloc de l'Est, en particulier du Komsomol de l'Union soviétique.
- တေဇလူငယ် : တေဇ (Teiza) n'a rien à voir avec le sens des mots, mais c'est le nom de guerre d'Aung San (birman : ဗိုလ်တေဇ ; Bo Teiza), qui est l'un des Trente Camarades . La photo d'Aung San en Bo Teiza est leur insigne, et ils portent un foulard bleu et un uniforme comme les organisations d'enfants des pays communistes[7].
- ရှေ့ဆောင်လူငယ် : ရှေ့‌ဆောင် (Sheihsaung) est la traduction de pionnier. Il est formé comme mouvement pionnier. Ils portent l'uniforme scolaire et le foulard rouge comme le mouvement pionnier des pays communistes.
- လမ်းစဉ်လူငယ် : လမ်းစဉ် (Lansin) signifie soit "programme" (comme dans Parti du programme socialiste birman), soit "voie" (comme dans Voie birmane vers le socialisme ) ou "chemin" (comme dans Chemin Magga). Ils ne portent pas d'écharpe, mais un uniforme supérieur blanc et inférieur bleu, occidentalisé ou traditionnel[8].

## Purge
En novembre 1977, une purge du BSPP, y compris au sein du Comité central, a lieu. Ce schisme au sein du BSPP est perçu comme une lutte de pouvoir ou une lutte interne entre la faction militaire et la faction ex-communiste (essentiellement constituée d'anciens rebelles communistes qui se sont rendus au gouvernement, ont rejoint et gravi les échelons de la hiérarchie du BSPP et de leurs sympathisants). Parmi les milliers de personnes qui sont purgées du parti se trouvent des sympathisants de gauche ou communistes.

## Crise
Un congrès extraordinaire du BSPP se tient du 23 au 26 juillet 1988. Dans son discours inaugural du 23 juillet 1988, le président du parti, Ne Win, stupéfie la nation lorsqu'il "assume indirectement la responsabilité des tristes et sanglants événements de mars et juin 1988" (au cours desquels de nombreux étudiants et civils, lors de manifestations en grande partie pacifiques contre le régime du BSPP, sont abattus par la police militaire Lone Htein) et présente sa démission de président du parti. Ne Win annonce également que quatre de ses collègues, le vice-président et président de l'État San Yu, la secrétaire générale Aye Ko, le secrétaire général adjoint Sein Lwin et le membre du Comité exécutif central Tun Tin, également vice-Premier ministre, ont exprimé leur désir de démissionner. Faisant référence aux manifestations dirigées par les étudiants contre le gouvernement en mars et juin 1988, Ne Win déclare que ces événements indiquent que certaines personnes "n'aiment pas le gouvernement et le parti qui dirige le gouvernement". Il propose également qu'un référendum national soit organisé fin septembre 1988 pour déterminer si le peuple préfère le système à parti unique ou souhaite passer à un système multipartite.

## Chute du pouvoir
Le congrès du BSPP accepte les démissions du président Ne Win et du vice-président San Yu, mais rejette celles du secrétaire général Aye Ko, du secrétaire général adjoint Sein Lwin et du membre du comité exécutif central Tun Tin. Le secrétaire général adjoint Sein Lwin (ancien brigadier, décédé le 9 avril 2004) est choisi et nommé nouveau président du parti par le congrès du parti. La nomination de Sein Lwin , qui est largement perçu comme le principal responsable des fusillades et des meurtres de plus de 100 étudiants à l'université de Rangoun le 7 juillet 1962, peu après le coup d'État de Ne Win, ainsi que des meurtres d'étudiants et de civils en mars et juin 1988, gagnant l'épithète de "boucher de Rangoun", déclenche des protestations généralisées dans le pays.
Le Congrès extraordinaire du Parti de juillet 1988 rejette également l'appel de Ne Win à un référendum national. L'élection de Sein Lwin à la tête du Parti ainsi que le refus du BSPP de prendre des mesures pour évoluer vers un système multipartite déclenchent des manifestations massives auxquelles l'armée répond en tirant et en tuant des centaines, voire des milliers de manifestants dans de nombreuses villes du pays du 8 au 12 août 1988. Le 12 août 1988, Sein Lwin démissionne de ses fonctions de président du Parti et de président de l'État. Après la sélection par le Comité central du BSPP du Dr Maung Maung (31 janvier 1925 - 2 juillet 1994) comme président du Parti le 19 août, puis par le Pyithu Hluttaw comme président de l'État le 20 août 1988, le soulèvement contre le gouvernement du BSPP s'intensifie.
Le 10 septembre 1988, lors d'un autre congrès convoqué à la hâte, le BSPP décide d'organiser des élections multipartites et le lendemain, le Pyithu Hluttaw adopte une résolution prévoyant la tenue d'élections multipartites "dans les 45 jours au plus tôt et dans les 90 jours au plus tard". Cependant, des manifestations massives se poursuivent à Rangoun et dans le reste du pays, exigeant la démission du gouvernement du BSPP dirigé par le Dr Maung Maung en faveur d'un gouvernement intérimaire neutre chargé de superviser les élections multipartites. Le 18 septembre 1988, le Conseil d’État pour la restauration de la loi et de l’ordre (SLORC ou na wa ta), dirigé par le chef d'état-major de l'armée, le général Saw Maung (décédé en juillet 1997), prend le pouvoir après avoir écrasé l'échec du soulèvement de 8888 du 8 août 1988.
Le parti change de nom pour devenir le Parti de l'unité nationale (en) (NUP) le 24 septembre 1988. Le NUP participe aux élections générales de 1990 et est considéré comme un parti mandataire de l'armée et le principal rival de la Ligue nationale pour la démocratie d'Aung San Suu Kyi. Le NUP est défait aux élections, mais les résultats ne sont pas reconnus par l'armée et sont ensuite annulés.

## Présidents
| N° | Nom (naissance–décès)        | Début de mandat | Fin de mandat               | Temps passé au bureau | Poste(s) supplémentaire(s)                                                                            |
| -- | ---------------------------- | --------------- | --------------------------- | --------------------- | --- |
| 1  | Ne Win နေဝင်း (1911–2002)       | 4 juillet 1962  | 23 juillet 1988 (démission) | 26 ans et 19 jours    | Président du Conseil révolutionnaire de l'Union et Premier ministre (1962-1974) Président (1962-1981) |
| 2  | Sein Lwin စိန်လွင် (1923–2004)   | 26 juillet 1988 | 12 août 1988 (démission)    | 17 jours              | Président (1988)                                                                                      |
| 3  | Maung Maung မောင်မောင် (1925–1994) | 19 août 1988    | 18 septembre 1988 (déposé)  | 30 jours              | Président (1988)                                                                                      |